# Jag Bal
Jagit Bal (geb. 1983/84) ist ein kanadischer American-Football-Trainer und ehemaliger -Spieler. Seit 2025 ist er Head Coach der Berlin Thunder in der European League of Football (ELF).

## Karriere

### Als Spieler
An seiner High School im kanadischen Richmond war Bal im Football, im Eishockey und in der Leichtathletik tätig. Er war drei Jahre Folge Provinzmeister im Diskuswurf und wurde mit seinem Footballteam ebenfalls drei Mal Provinzmeister. 2001 war er als Eishockeyspieler aktiv, bevor er zum Football wechselte.
Bal spielte College Football und warf Diskus von 2002 bis 2005 am Butte Junior College in Chico, Kalifornien. 2006 war er im Kader der Western Washington University Vikings.
In den Spielzeiten 2007 und 2008 war er für die Dresden Monarchs in der German Football League (GFL) aktiv. Dort machte er auch erste Erfahrungen als Coach der Defensive Line. Das Huddle-Magazin nahm ihn ins GFL-All-Star-Team auf.
Die Winnipeg Blue Bombers aus der Canadian Football League luden ihn 2009 ins Trainingslager ein. Auf Grund einer Verletzung wurde er aber nicht in den Kader übernommen. Stattdessen spielte er für die Kiel Baltic Hurricanes in der GFL. Im folgenden Jahr spielte er für die Recklinghausen Chargers in der GFL 2.
2011 spielte er nach der Saison als Trainer in Zagreb bei den Berlin Rebels.

### Als Trainer
Bereits während seiner Zeit als Spieler in Dresden und Kiel war Bal als Positionstrainer tätig. 2009 coachte er zusätzlich bei den Rostock Griffins. Ab September 2010 arbeitete er für die Zagreb Patriots und übernahm 2011 erstmals die Head-Coach-Position. Die Patriots spielten in dieser Saison in der AFL Division II und gewannen die Meisterschaft. 2012 war er Head Coach und Defensive Coordinator der Catania Elephants und wurde mit diesen italienischer Vizemeister. 2013 war er für die Raiders Tirol tätig.
Von 2014 bis 2016 war Bal DC der Berlin Adler. 2014 gewann er mit den Adlern den Eurobowl. Ab 2017 zog er sich von Football zurück und arbeitete als Manager von Fitnessstudios. Im November 2019 übernahm er interimistische das Amt des Head Coach der Adler, auf Grund der COVID-19-Pandemie absolvierten die Adler jedoch kein Spiel.
In der Saison 2021 war Bal Head Coach der Berlin Thunder in der neu gegründeten European League of Football (ELF). In der folgenden Saison wurde er Defensive Coordinator (DC) der Raiders Tirol, die neu in die ELF einstiegen. In der Saison 2023 war Bal DC der Berlin Rebels in der GFL.
Für die Saison 2024 wurde er als DC der Cologne Centurions in der ELF vorgestellt. Seit dem Fünften Spieltag fungierte er zudem auch als Head Coach der Centurions.
Im Januar 2025 wurde er erneut von Berlin Thunder als Head Coach vorgestellt.